# جامعة كوستاريكا
جامعة كوستاريكا (الإسبانية: Universidad de Costa Rica، واختصار UCR) هي جامعة عامة في جمهورية كوستاريكا، في أمريكا الوسطى. يقع حرمها الرئيسي، مدينة رودريجو فاسيو الجامعية، في سان بيدرو مونتيس دي أوكا، في مقاطعة سان خوسيه. وهي أقدم وأكبر مؤسسة للتعليم العالي في كوستاريكا، وقد تأسست في الأصل باسم
جامعة سانتو توماس في عام 1843. وهي أيضًا أهم جامعة بحثية في البلاد وأمريكا الوسطى، وتُعد من أرقى جامعات أمريكا اللاتينية. يحضر ما يقرب من 45000 طالب جامعة كوستاريكا على مدار العام.

## التاريخ
كانت أول مؤسسة مكرسة للتعليم العالي في كوستاريكا هي جامعة سانت توماس (يونيفرسيداد دي سانتو توماس)، التي تأسست عام 1843. حافظت تلك المؤسسة على علاقات وثيقة مع الكنيسة الكاثوليكية الرومانية وأغلقت في عام 1888 من قبل الحكومة التقدمية والمناهضة لرجال الدين للرئيس برناردو سوتو ألفارو كجزء من حملة لتحديث التعليم العام. استمرت كليات القانون والهندسة الزراعية والفنون الجميلة والصيدلة في العمل بشكل مستقل. في عام 1940، تم توحيد هذه المدارس الأربع لتأسيس جامعة كوستاريكا الحديثة، خلال الإدارة الإصلاحية للرئيس رافائيل أنجيل كالديرون غوارديا.
ظلت جامعة كوستاريكا هي الجامعة الوحيدة في البلاد حتى تم افتتاح معهد كوستاريكا للتكنولوجيا والجامعة الوطنية في كوستاريكا من قبل الحكومة في 1972 و 1973، على التوالي. بعد سنوات، في عام 1979، افتتحت جامعة عامة أخرى: (جامعة المسافة الحكومية)، على غرار الجامعة البريطانية المفتوحة، وأخيرًا الجامعة التقنية الوطنية افتتحت في عام 2008 بعد دمج العديد من المدارس التجارية. اليوم، يوجد في كوستاريكا خمس جامعات عامة، وما يقرب من ثلاثة وخمسين جامعة خاصة صغيرة، لكن جامعة كوستاريكا لا تزال أكبر مؤسسة تمولًا جيدًا.

## تطبيق

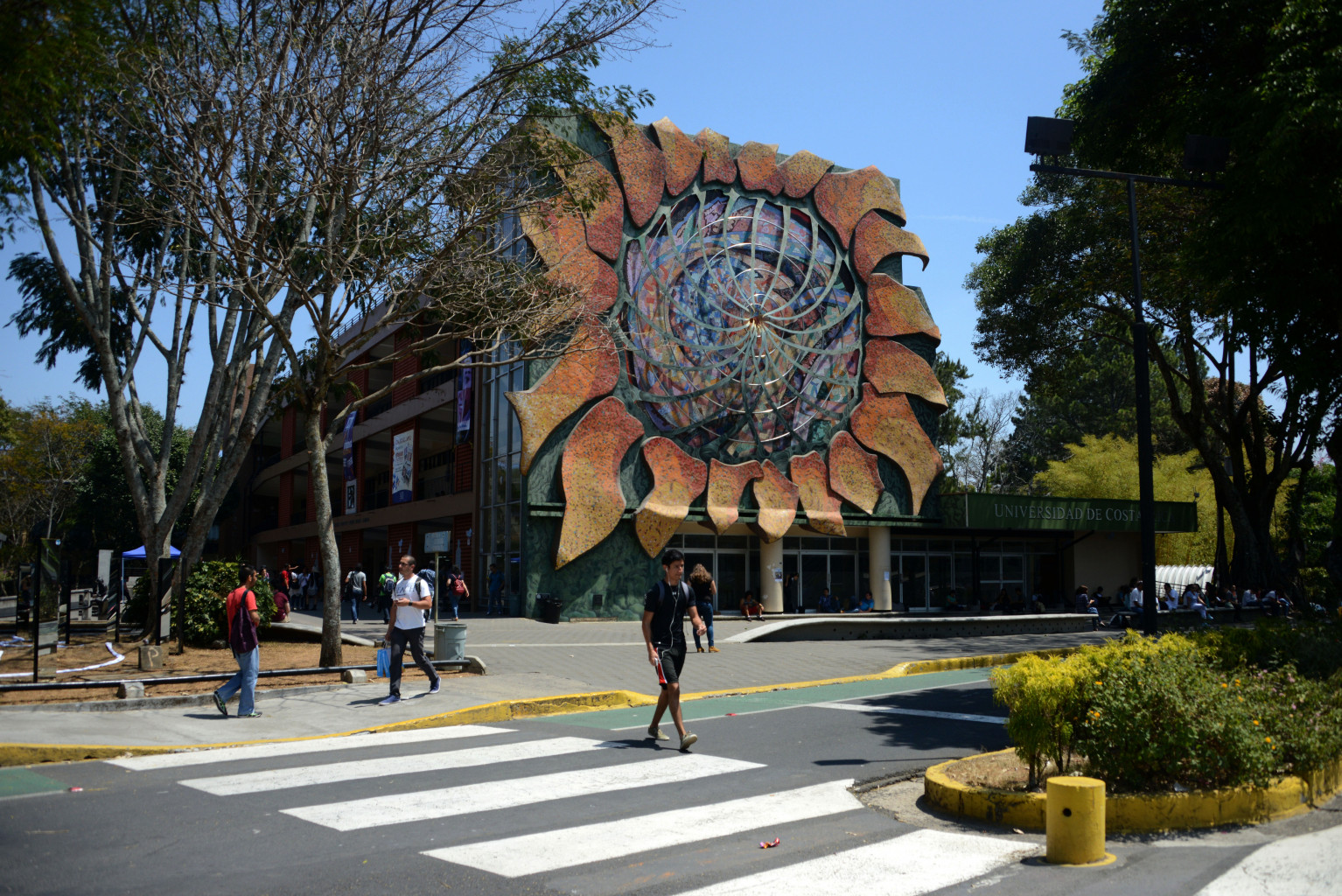
جدارية عباد الشمس الشهيرة في مبنى مدرسة الدراسات العامة فيمدينة رودريجو فاسيو الجامعية.

يجب على المتقدمين الكوستاريكيين إلى جامعة كوستاريكا إجراء اختبار القبول. هذا الاختبار مشابه لاختبار سات في الولايات المتحدة. يتم استخدام درجة هذا الاختبار جنبًا إلى جنب مع درجات السنوات الأخيرة للطالب في المدرسة الثانوية لتحديد درجة قبول الطالب، والتي تُستخدم لاحقًا لتحديد القبول في تخصص معين ومساعدة مالية. 800 هي أعلى درجة ممكنة في اختبار القبول و 442 هي الحد الأدنى من الدرجات المطلوبة للقبول. عادةً ما يظهر الطلاب الذين يحصلون على 800 في الصفحات الأولى من الصحف الكوستاريكية.
يعتبر القبول في المرحلة الجامعية انتقائيًا للغاية، حيث يبلغ معدل القبول حوالي 25٪. في عام 2009، من أصل 31.042 الذي أكمل اختبار القبول، حصل 16,593 فقط على درجة أعلى من 442 نقطة المطلوبة للحصول على القبول. ومع ذلك، فإن الحصول على القبول في الجامعة لا يضمن القبول في برنامج القسم المختار أو التخصص. في عام 2007، تم قبول 60٪ فقط من الذين تم قبولهم في الجامعة في تخصصهم المختار. يتعين على الـ 40٪ المتبقين أن يأخذوا دروسًا قد لا تعمل في تخصصهم، على أمل أن يرفع معدل درجاتهم إلى المستوى اللازم حتى يتم قبولهم في البرنامج الذي يروق لهم.
يجب على المتقدمين الدوليين إعادة التحقق من شهادة الثانوية العامة والدرجات من بلدهم الأصلي في وزارة التعليم العام من أجل التقديم واختبار القبول. يجب على المتقدمين للخريجين إعادة التحقق من شهادتهم الجامعية أيضًا.

## الجامعات والفروع المحلية

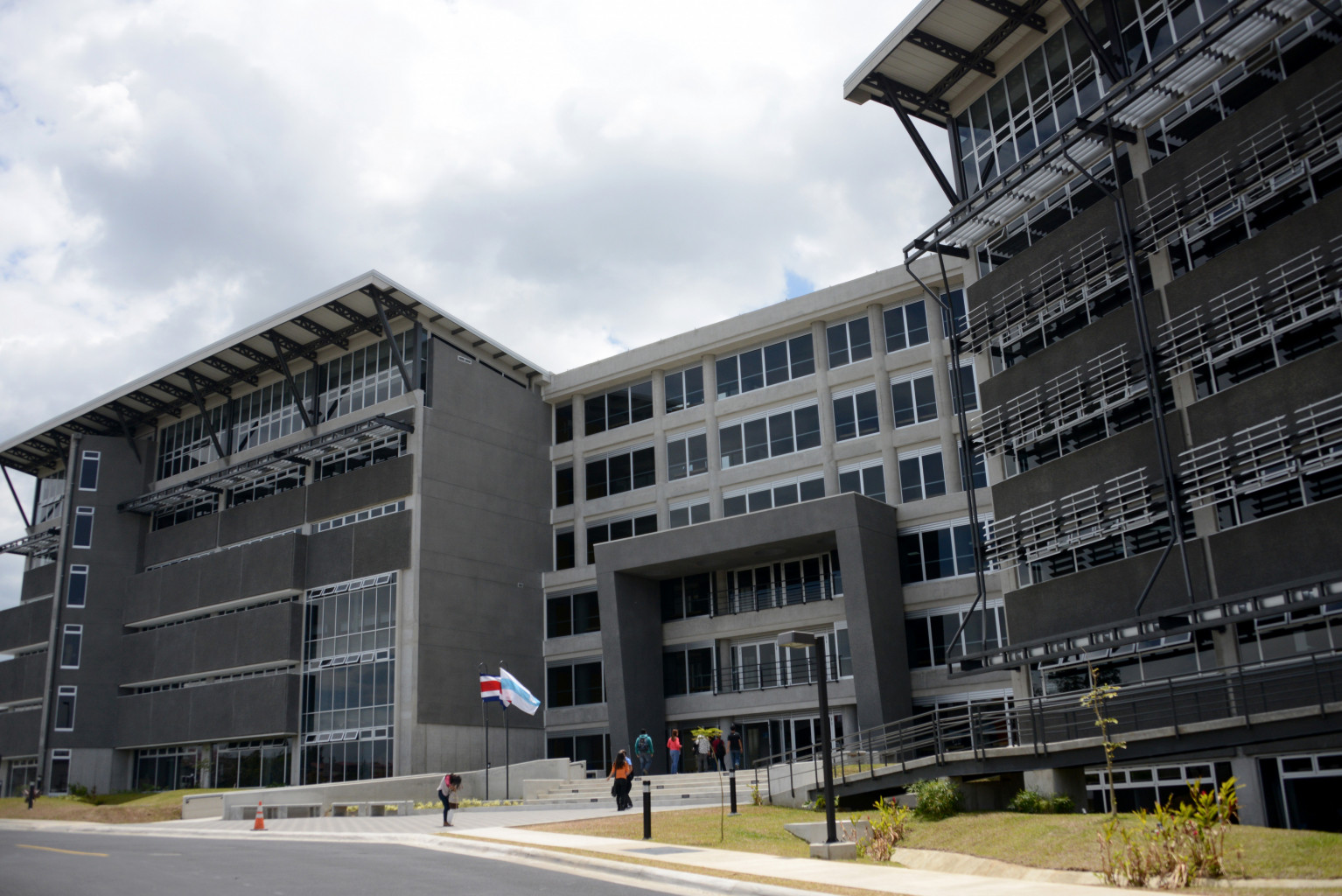
مبنى كلية العلوم الاجتماعية فيمدينة الأبحاث (سان بيدرو ، سان خوسيه)

يقع الحرم الجامعي الرئيسي في 100 هكتار (250 أكر) في سان بيدرو، سان خوسيه (حرم رودريجو فاشيو). توجد حرم جامعية إقليمية أخرى في جميع أنحاء البلاد للوصول إلى سكان كوستاريكا الريفية. الجامعات الإقليمية هي:
- الحرم الغربي (في مدينة سان رامون، ألاخويلا): ويشمل فرعًا محليًا في تاكاريس، اليونان.
- الأطلسي الحرم الجامعي (في مدينة توريالبا، قرطاج): يتضمن الفرع المحلي في بارايسو، قرطاج وآخر في غوابيلس، ليمون
- حرم جواناكاستي الجامعي (في مدينة ليبيريا، جواناكاستي): يشمل فرعًا محليًا في سانتا كروز
- حرم ليمون الجامعي (في مدينة بورت ليمون، ليمون) .
- حرم باسيفيك الجامعي (في مدينة بونتاريناس، بونتاريناس).
- حرم جولفتيو (ساحل جنوب المحيط الهادئ) (في مدينة جولفيتو، بونتاريناس).

يقدم الحرم الجامعي الرئيسي في سان بيدرو الأكثر تنوعًا  مناهج مقررات أي حرم جامعي آخر، بالإضافة إلى استضافة كلية الطب وبرامج الدراسات العليا.

## الأهمية الاجتماعية

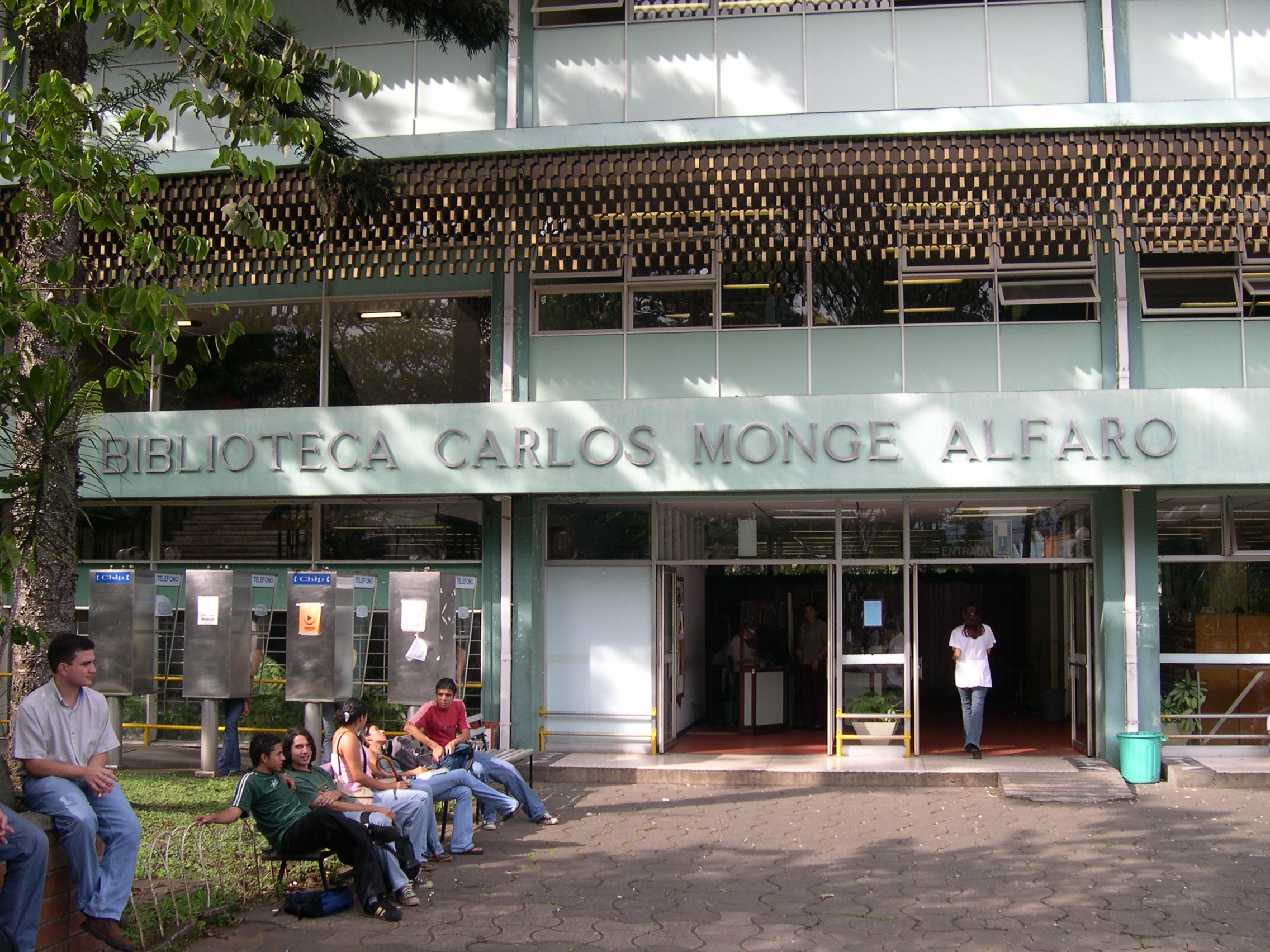
مكتبة كارلوس مونج ، مكتبة في الحرم الجامعي الرئيسي في سان بيدرو.

على الرغم من أن الجامعة محايدة في معظم جوانب الحياة في كوستاريكا، فإنها تعرف نفسها على أنها مؤسسة علمانية وإنسانية.  تشجع الجامعة العمل الاجتماعي وأنشطة البحث الاجتماعي. من أجل التخرج، يجب أن يعمل معظم الطلاب في العمل المجتمعي الجامعي (خدمة المجتمع الجامعي) والتي تنظمها الجامعة. تحتفظ الجامعة بمكانة مرموقة في المجتمع الكوستاريكي  وهي المؤسسة الحكومية الأكثر الاستشهاد بها في وسائل الإعلام الكوستاريكية.  الآراء المتولدة حول المسائل العلمية والأخلاقية والاقتصادية تؤثر بشدة على سياسات كوستاريكا ومشاعر الجمهور. يتطلب القانون في كوستاريكا من الكونجرس الكوستاريكي أن يطلب رأي الجامعة (من بين مؤسسات أخرى) حول ما إذا كان ينبغي الموافقة على قانون جديد أم لا. 
تعتبر جامعة كوستاريكا الحائز على جائزة نوبل في كوستاريكا أوسكار آرياس، والرؤساء السابقين، والعديد من الوزراء، والعديد من رؤساء المؤسسات العامة في البلاد كخريجين.
جامعة كوستاريكا هي أيضًا جزء من المجلس الوطني لرؤساء الجامعات (المجلس الوطني لرؤساء الجامعات)، وهو هيئة رقابية تُلقي نظرة عامة على جودة التعليم العالي، والاعتراف بالشهادات الجامعية من الدول الأجنبية.

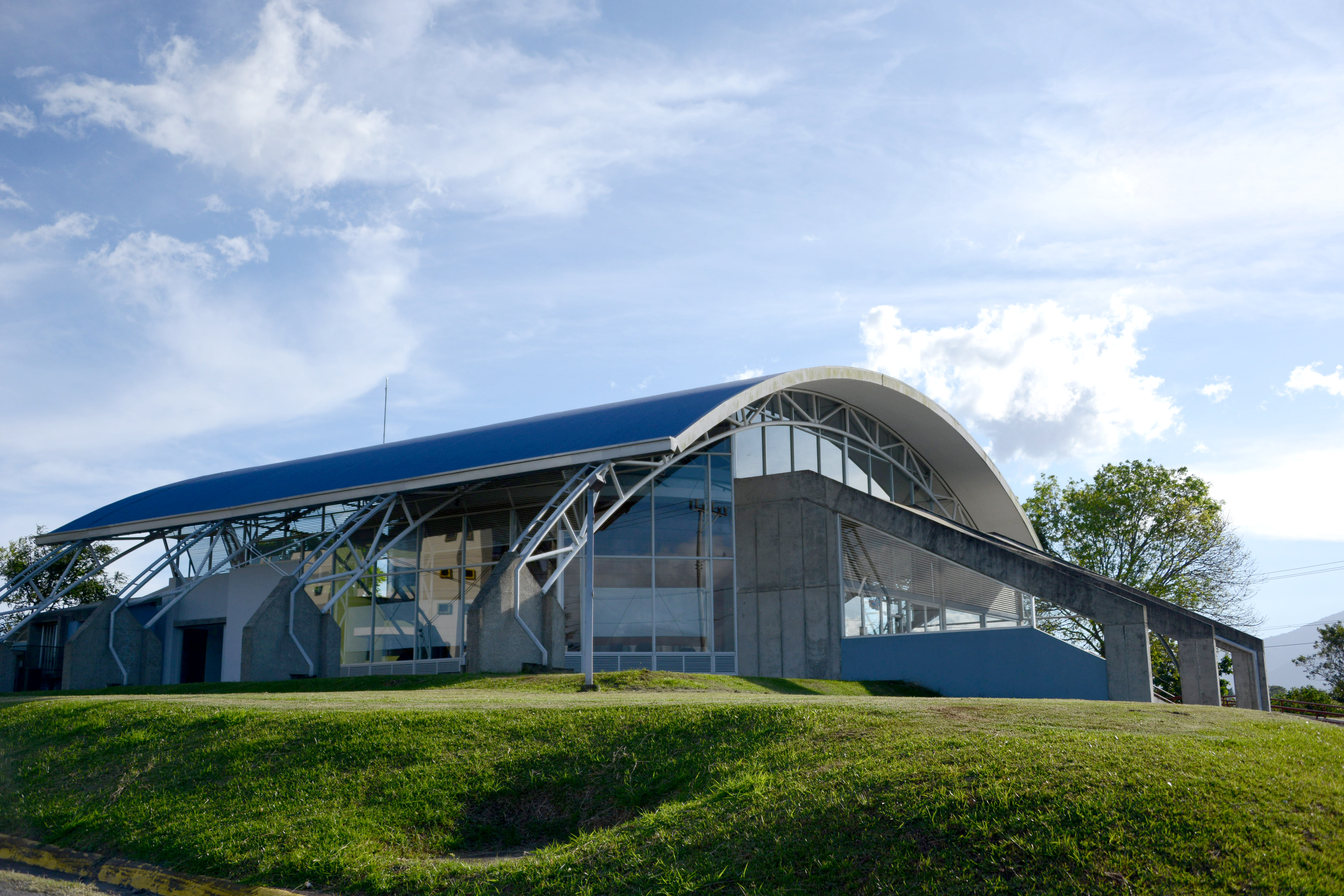
القبة السماوية في مدينة الأبحاث في سان بيدرو دي مونتيس دي أوكا

لسنوات عديدة، نمت جامعة كوستاريكا في شراكة وثيقة مع العمل العام للدولة، وتشكيل الموظفين المهنيين الضروريين لنمو المؤسسات العامة الجديدة مثل معهد الكهرباء في كوستاريكا (ICE)، وصندوق الضمان الاجتماعي في كوستاريكا، وقد يكون اجتماعيًا. (CCSS) ومصرف الدولة.

## السمعة والتصنيفات
تحتل الجامعة حاليًا المركز الأول في أمريكا الوسطى ومنطقة البحر الكاريبي، والمركز التاسع عشر في أمريكا اللاتينية  والمركز 511-520 على مستوى العالم  في تصنيفات جامعة كيو إس العالمية. في تصنيف ويبوميتركس للجامعات العالمية، تحتل المرتبة الرابعة في أمريكا الوسطى ومنطقة البحر الكاريبي،  والمرتبة 28 في أمريكا اللاتينية  و 844 عالميًا.

## التعاون الدولي
تحتفظ الجامعة بتحالفات تعاون دولية مع (الصندوق الأكاديمي الألماني) وحكومات اليابان وفرنسا والمكسيك وإسبانيا وتايوان (ROC) والاتحاد الأوروبي ومنظمة الدول الأمريكية ومؤسسات البحث الأمريكية مثل منظمة الدراسات الاستوائية، التي يقع مقرها الرئيسي في كوستاريكا داخل الحرم الجامعي المركزي لـ UCR (حرم رودريجو فاسيو الجامعي). الجامعات الأخرى التي لها علاقات مع جامعة كوستاريكا هي: جامعة فلوريدا، وجامعة ولاية نيويورك في ألباني، وجامعة تكساس في أوستن، وجامعة إلينوي، وجامعة ماريلاند، وجامعة روتجرز، وجامعة كانساس، وهي الأقدم. اتفاق دائم بين جامعتين في نصف الكرة الغربي
تحتفظ الجامعة بعلاقات أكاديمية مع أكثر من 41 دولة، بما في ذلك (بالترتيب الأبجدي): الأرجنتين، النمسا، بلجيكا، بوليفيا، البرازيل، كندا، تشيلي، كولومبيا، كوبا، الدنمارك، جمهورية الدومينيكان، الإكوادور، السلفادور، فنلندا، فرنسا، ألمانيا، هندوراس، أيسلندا، إسرائيل، إيطاليا، اليابان، جامايكا، المكسيك، هولندا، نيكاراغوا، النرويج، بنما، بيرو، البرتغال، بورتوريكو، روسيا، كوريا الجنوبية، إسبانيا، السويد، سويسرا، تايوان (ROC)، أوروغواي والمملكة المتحدة والولايات المتحدة وفنزويلا.

## التنظيم
تنقسم جامعة كوستاريكا إلى ستة مجالات أكاديمية رئيسية: العلوم الزراعية، الفنون والآداب، العلوم الأساسية، الهندسة، العلوم الصحية والاجتماعية. تنقسم هذه المناطق إلى كليات ومدارس وأقسام ومراكز بحثية ومعاهد. يقدم نظام الدراسات العليا درجات الماجستير والدكتوراه في مجموعة متنوعة من المجالات الأكاديمية.

## معاهد البحوث
تدير الجامعة 42 معهداً بحثياً: 

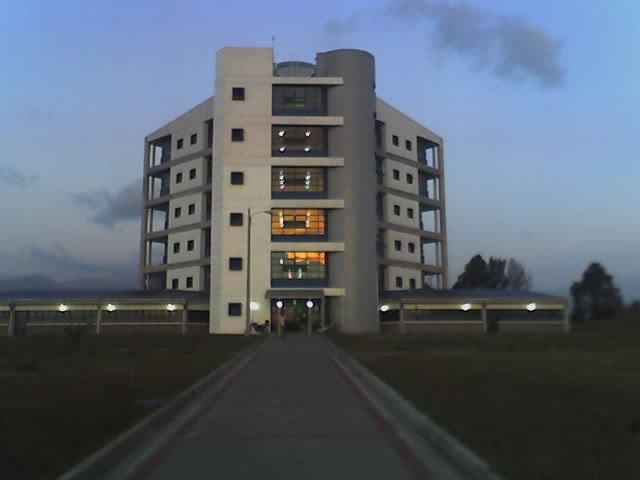
كلية الهندسة الكهربائية

- مركز دراسات الهوية والثقافة في أمريكا اللاتينية (CIICLA)
- معهد البحث اللغوي (INIL)
- معهد البحث الفلسفي (INIF)
- مركز البحوث الزراعية (CIA)
- المركز القومي للبحوث في علوم الغذاء (CITA)
- مركز أبحاث الأعمال الزراعية (CIEDA)
- مركز أبحاث الحبوب والبذور (CIGRAS)
- مركز أبحاث تغذية الحيوان (CINA)
- مركز أبحاث وقاية النبات (CIPROC)
- معهد التحقيقات الزراعية (IIA)
- مركز أبحاث البيولوجيا الجزيئية والخلوية (CIBCM)
- مركز البحوث في علوم وهندسة المواد (CICIMA)
- مركز أبحاث الهياكل المجهرية (CIEMIC)
- مركز الأبحاث في العلوم النووية والجزيئية (CICANUM)
- مركز الأبحاث في علوم البحار (CIMAR)
- مركز أبحاث التلوث البيئي (CICA)
- مركز أبحاث العلوم الجيولوجية (CICG)
- مركز أبحاث الطاقة الكهروكيميائية (CELEQ)
- مركز أبحاث المنتجات الطبيعية (CIPRONA)
- مركز أبحاث الفضاء (CINESPA)
- مركز الأبحاث في الجيوفيزياء (CIGEFI)
- مركز الأبحاث في الرياضيات و (CIMM)
- مركز الأبحاث في الرياضيات البحتة والتطبيقية (CIMPA)
- مركز أبحاث التنمية المستدامة
- معهد التحقيقات في الهندسة (INII)
- مركز الأبحاث في تكنولوجيا المعلومات والاتصالات (CITIC)
- مركز دراسات السكان في أمريكا الوسطى (CCP)
- مركز البحوث والتدريب في الإدارة العامة (CICAP)
- مركز الأبحاث في الاتصالات (CICOM)
- مركز دراسات المرأة (CIEM)
- مركز الدراسات التاريخية لأمريكا الوسطى (CIHAC)
- مركز البحوث للدراسات السياسية (CIEP)
- معهد التحقيقات في العلوم الاقتصادية (IICE)
- معهد التحقيقات في علم النفس (IIP)
- معهد التحقيقات القضائية (IIJ)
- معهد البحوث الاجتماعية (IIS)
- مركز أبحاث أمراض المناطق المدارية (CIET)
- مركز أبحاث الهيموغلوبين غير الطبيعي والأمراض ذات الصلة (CIHATA)
- مركز الأبحاث في علوم الأعصاب (CIN)
- معهد كلودوميرو بيكادو (ICP)
- معهد البحوث الصيدلانية (INIFAR)
- معهد التحقيقات في الصحة (INISA)

## الأحداث
يمتد التقويم المدرسي من مارس إلى ديسمبر، بينما يبدأ العام الدراسي في المدارس والمدارس الثانوية في كوستاريكا في فبراير. ينقسم العام الدراسي إلى فصلين دراسيين، بالإضافة إلى فصل صيفي إضافي قد يكون إلزاميًا اعتمادًا على المهنة التي اختارها الطالب والتي تمتد من أوائل يناير إلى أواخر فبراير.
سيمانا يو هو حدث يقام خلال الفصل الدراسي الأول وينطوي على مشاركة المنظمات الطلابية المختلفة. هناك العديد من الحفلات الموسيقية والمحادثات والمعارض وأنشطة أخرى.
يُعد اكسبو جامعة كوستاريكا (يُطلق عليه أحيانًا اكسبو لا) حدثًا نصف سنويًا يعرض عمل الجامعة والتطورات في مختلف المجالات.

## المواصلات

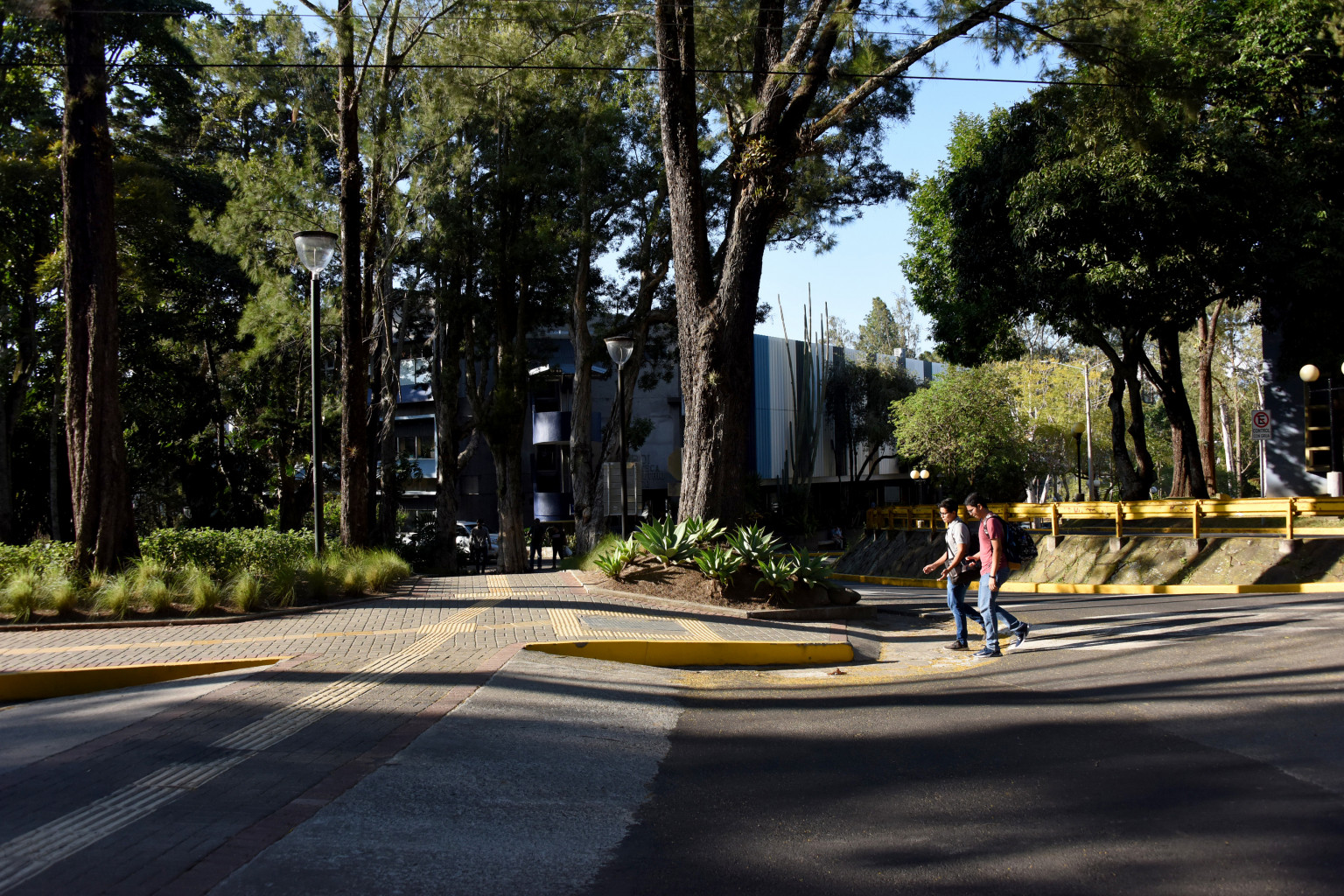
جامعة مدينة رودريجو فاسيو الجامعية

تنقل مكوك داخلي مجاني الطلاب حول الحرم الجامعي الرئيسي ومناطق الأقمار الصناعية بما في ذلك الحرم الجامعي البحثي والمرافق الرياضية ومجموعة من المعامل ومراكز البحث المنفصلة عن الحرم الجامعي الرئيسي عن طريق النهر والعديد من الأحياء.

## الاشخاص
فيما يلي بعض الأفراد المرتبطين بجامعة كوستاريكا:

### الخريجين
- جوزيت ألتمان بوربون، سيدة كوستاريكا الأولى (1994-1998) [13]
- أوسكار آرياس، الرئيس السابق لكوستاريكا (1986-1990 ؛ 2006-2010)، الحائز على جائزة نوبل للسلام
- ماريا لويزا أفيلا أجويرو (مواليد 1961)، وزيرة الصحة العامة في كوستاريكا من 2006 إلى 2011
- جانيت بينافيدس، طبيب في الكيمياء الفيزيائية، موظف سابق في ناسا
- لورا شينشيلا، رئيسة كوستاريكا السابقة (2010-2014)
- هيليو فالاس، نائب رئيس كوستاريكا (2014-2018)
- لويس غييرمو سوليس، رئيس كوستاريكا (2014-2018)
- كارلوس ألفارادو كيسادا، الرئيس الحالي لكوستاريكا (منتخب 2018)
- دانيال سالاس بيرازا، الوزير الحالي للصحة العامة في كوستاريكا (2018-)

### الأساتذة
- فرناندو بودريت سوليرا، العميد السابق لكلية الحقوق بجامعة كوستاريكا والفقيه العام
- خوان برنال بونس، فنان [14]
- مارجريتا بيرتو، فنانة [15]
- دينورا بولاندي، فنانة [15]
- مونيكا أغيلار بونيلا، عالمة آثار [16]
- ماريا يوجينيا بوزولي، عالمة أنثروبولوجيا [17]
- فيكتور كاناس، مهندس معماري
- بيلجيكا كاسترو، ممثلة
- فرانسيسكو دال أنيس، المدعي العام لكوستاريكا
- إدواردو دوريان، مسؤول حكومي
- لولا فرنانديز، فنانة
- هيليو غالاردو، الفيلسوف
- ميرتا غونزاليس سواريز، أستاذة علم النفس الفخرية [18]
- فرجينيا جروتر، كاتبة
- دورا إميليا مورا دي ريتانا، عالمة نبات
- أليخاندرا مورا مورا، محامية
- أليس ل. بيريز سانشيز، النائب السابق لعميد البحث [19]
- مونتسيرات ساجوت، عالم اجتماع